# 박정민 (축구 선수)
박정민(1988년 10월 25일 ~ )은 대한민국의 축구 선수이다. 포지션은 공격수이다. 현재 김해 재믹스 FC 소속이다.